# Biblioteca Digitale sulla Camorra e Cultura della Legalità
La Biblioteca Digitale sulla Camorra e Cultura della Legalità è una biblioteca digitale di testi e studi che contribuiscono alla formazione della cultura della legalità e della coscienza civile situata a Napoli.
La biblioteca è stata realizzata grazie al progetto sorto nel Dipartimento di Studi Umanistici dell'Università degli Studi di Napoli Federico II in sinergia con esperti e studiosi di altri settori (storia, cinema, musica, arti figurative). Il progetto è stato finanziato dal Polo di Scienze Umane e Sociali dell'Ateneo federiciano e dall'Assessorato all'Istruzione, Formazione e Lavoro della Regione Campania nell'ambito del Programma "Scuole aperte", in virtù del D.L. n. 46/2009).